# Long Beach Grand Prix 1995
Long Beach Grand Prix 1995 var ett race som var den fjärde deltävlingen i PPG IndyCar World Series 1995. Racet kördes den 9 april på Long Beach Circuit i Long Beach, Kalifornien. 1994 års mästare Al Unser Jr. tog sin första seger för 1995, hela 23 sekunder före Scott Pruett på andra plats. Teo Fabi blev trea följd av Eddie Cheever, som fick slut på bränsle under sista varvet. Pruett gick tack vare sin andraplats upp i mästerskapsledning.

## Slutresultat
| Plats | Förare               | Team                     | Grid | Kvaltid |
| ----- | -------------------- | ------------------------ | ---- | ------- |
| 1     | Al Unser Jr.         | Marlboro Team Penske     | 4    | 52,774  |
| 2     | Scott Pruett         | Patrick Racing           | 10   | 53,145  |
| 3     | Teo Fabi             | Forsythe Racing          | 7    | 52,881  |
| 4     | Eddie Cheever        | A.J. Foyt Enterprises    | 18   | 53,721  |
| 5     | Maurício Gugelmin    | PacWest Racing           | 5    | 52,777  |
| 6     | Stefan Johansson     | Bettenhausen Motorsports | 24   | 54,253  |
| 7     | Eric Bachelart       | Payton/Coyne Racing      | 22   | 54,047  |
| 8     | Alessandro Zampedri  | Payton/Coyne Racing      | 20   | 53,839  |
| 9     | Michael Andretti     | Newman/Haas Racing       | 1    | 52,582  |
| 10    | Danny Sullivan       | PacWest Racing           | 17   | 53,649  |
| 11    | Carlos Guerrero      | Dick Simon Racing        | 19   | 53,835  |
| 12    | André Ribeiro        | Tasman Motorsports       | 21   | 53,848  |
| 13    | Marco Greco          | Galles Racing            | 23   | 54,233  |
| 14    | Christian Fittipaldi | Walker Racing            | 12   | 53,263  |
| 15    | Franck Fréon         | Project Indy             | 26   | 54,714  |
| 16    | Raul Boesel          | Rahal-Hogan Racing       | 13   | 53,295  |
| 17    | Dean Hall            | Dick Simon Racing        | 28   | 56,023  |
| 18    | Adrián Fernández     | Galles Racing            | 16   | 53,586  |
| 19    | Hiro Matsushita      | Arciero-Wells Racing     | 27   | 55,910  |
| 20    | Emerson Fittipaldi   | Marlboro Team Penske     | 9    | 53,035  |
| 21    | Bobby Rahal          | Rahal-Hogan Racing       | 6    | 52,876  |
| 22    | Robby Gordon         | Walker Racing            | 14   | 53,359  |
| 23    | Jimmy Vasser         | Chip Ganassi Racing      | 8    | 53,002  |
| 24    | Eliseo Salazar       | Dick Simon Racing        | 25   | 54,623  |
| 25    | Jacques Villeneuve   | Team Green               | 11   | 53,240  |
| 26    | Bryan Herta          | Chip Ganassi Racing      | 15   | 53,416  |
| 27    | Gil de Ferran        | Jim Hall Racing          | 3    | 52,766  |
| 28    | Paul Tracy           | Newman/Haas Racing       | 2    | 52,581  |